# Earth Angel
Singles de The Penguins
No There Ain't No News Today
(1954)
Earth Angel, parfois appelé Earth Angel (Will You Be Mine), est une chanson du groupe américain de doo-wop The Penguins. Produit par Dootsie Williams (en), la chanson est sortie comme le premier single du groupe en octobre 1954 sur le label Dootone Records. The Penguins avait été formé l'année précédente et avait enregistré la chanson comme une démo dans un garage dans le sud de Los Angeles. Les origines de la chanson trouvent leurs traces dans plusieurs sources dont des chansons de Jesse Belvin, Patti Page et The Hollywood Flames (en). La paternité de la chanson fait l'objet d'un différend juridique dans les années suivant sa sortie.
Bien que la chanson allait être réenregistrée avec l'ajout d'instruments supplémentaires, la version originale devient un succès inattendu, dépassant rapidement l'autre chanson en face A Hey Señorita. La chanson est diffusée en Californie du Sud et se propage à travers les États-Unis au cours de l'hiver 1954-1955. Earth Angel devient la première chanson d'un label indépendant à apparaître sur le hit-parade pop du Billboard où elle entre dans le Top 10. C'est également un grand succès sur le hit-parade R&B où elle reste numéro un pendant plusieurs semaines. Une reprise par le groupe vocal blanc The Crew-Cuts atteint une place plus élevée sur le hit-parade pop, atteignant la 3e place. D'autres reprises sont réalisées, comme par Gloria Mann (en), Johnny Tillotson et Elvis Presley.
Seul succès des Penguins, la chanson se vend finalement à plus de 10 millions d'exemplaires. L'enregistrement original de la chanson reste populaire une grande partie des années 1950 et elle est maintenant considérée comme l'une des principales chansons de doo-wop. En 1998, elle reçoit le Grammy Hall of Fame Award et en 2005, elle fait partie des 50 œuvres choisies par la Bibliothèque du Congrès pour être ajoutées au Registre national des enregistrements, la jugeant « culturellement, historiquement ou esthétiquement importante »,.
Dans le film Retour vers le futur de Robert Zemeckis, Marty McFly accompagne à la guitare le groupe de Marvin Berry qui interprète Earth Angel (chantée par l'acteur Harry Waters Jr. (en)) lors du bal des étudiants en 1955.